# Automeris brasiliensis
Automeris brasiliensis é uma espécie de mariposa do gênero Automeris, da família Saturniidae.